# Huishangang (köpinghuvudort i Kina, Hunan Sheng, lat 28,29, long 112,24)
Huishangang (kinesiska: 灰山港, 灰山港镇) är en köpinghuvudort i Kina. Den ligger i provinsen Hunan, i den södra delen av landet, omkring 73 kilometer väster om provinshuvudstaden Changsha. Antalet invånare är 117 510. Befolkningen består av 56 951 kvinnor och 60 559 män. Barn under 15 år utgör 15,0 %, vuxna 15-64 år 73 %, och äldre över 65 år 10,0 %.
Runt Huishangang är det tätbefolkat, med 411 invånare per kvadratkilometer. Huishangang är det största samhället i trakten. Trakten runt Huishangang består till största delen av jordbruksmark.
Genomsnittlig årsnederbörd är 1 732 millimeter. Den regnigaste månaden är maj, med i genomsnitt 322 mm nederbörd, och den torraste är december, med 52 mm nederbörd.